# Nephelomys levipes
Nephelomys levipes és una espècie de mamífer rosegador de la família dels cricètids. Viu a altituds d'entre 1.800 i 3.200 msnm a Bolívia i el Perú. El seu hàbitat natural són les selves nebuloses primàries i secundàries. Està amenaçat per la fragmentació del seu medi a conseqüència de la desforestació i l'expansió dels camps de conreu. El seu nom específic, levipes, significa ‘peu àgil’ en llatí.